# Kalveholm (Nysted Nor)
 For alternative betydninger, se Kalveholm. (Se også artikler, som begynder med Kalveholm)
Kalveholm, også kaldet Grevindens ø, er en lille ubeboet ø i Nysted Nor på det sydøstlige Lolland. Gråænder og blishøns yngler ved øen. Holmen tilhører Aalholm. Der er en gangbro fra slottet til Kalveholm og på øen findes ruinen af et lysthus. 